# RWE-Turm
RWE-Turm (рус. Башня RWE) — офисное высотное здание в районе Зюдфиртель города Эссен (федеральная земля Северный Рейн-Вестфалия), построенное в стиле модернизма. Здание расположено на пересечении улиц Gutenbergstraße и Rellinghauserstraße. RWE-Turm является самым высоким зданием Эссена. RWE-Turm является штаб-квартирой компании «RWE AG».

Строительство здания по проекту компании «Ingenhoven Overdiek und Partner» было начато в июле 1994 года. Строительные работы выполняла компания «HOCHTIEF AG». Здание было сдано в эксплуатацию в декабре 1996 года.

Технические данные:
- Высота башни — 120 м
- Диаметр башни — 32 м
- Количество окон на этаж — 51
- Количество надземных этажей — 30. Из них:
  - Холл — 1 этаж (цокольный этаж)
  - Офисные этажи — 26
  - Технические этажи — 2 (между 17 и 18 офисными этажами)
  - Обзорный этаж — 1 (30-й этаж)
- Количество подземных этажей — 3
- Количество лифтов — 9 (из них один внешний)
- Общая площадь помещений — 56 000 м²

Фасад имеет двойное остекление, что позволяет обеспечивать температурный режим здания.

RWE-Turm неоднократно получала различные архитектурные премии и награды среди них: «Architekturpreis NRW» (1998 год) и «CIMMIT Immobilien Award» (1998 год).